# Chalepogenus neffi
Chalepogenus neffi är en biart som beskrevs av Roig-alsina 1999. Chalepogenus neffi ingår i släktet Chalepogenus och familjen långtungebin. Inga underarter finns listade i Catalogue of Life.